# Muscat Bailey A

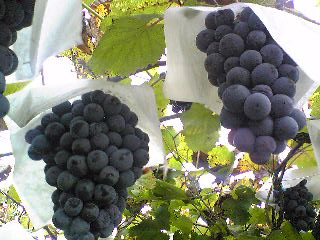
Muscat Bailey A druiven.

De Muscat Baily A is een rode hybride-druif die door de Japanner Kawakami Zenbei (1868–1944) - van de Iwanohara Winery - in de prefectuur Niigata is ontwikkeld.
Zenbei's doel was te komen tot een wijndruif die bestand zou zijn tegen de sneeuw in Niigata, het Japanse klimaat en microklimaat. Hij deed dit door de Baily (Amerikaanse hybridedruif) te kruisen met de Muscat Hamburg (= Muscat d'Alexandrie x Trollinger). Het is nu een veel voorkomende druif in het land. Overigens ontwikkelde Zenbei ook nog de variëteit Black Queen.
Karakteristiek voor de Muscat Baily A is de sappige druivensmaak. Het meest wordt de druif gebruikt voor zoete wijn. De laatste jaren komt men ook steeds meer tot drogere varianten die op eikenhout zijn gelagerd.
Als de druif gemengd wordt met vitis vinifera druiven kan het zich ontwikkelen tot volle wijnen met een Bordeaux-stijl. Er zijn ook mengingen die hebben geleid tot een Bourgogne-stijl.

## Referentie
1. ↑  (en) The Father of Japanese Grapes and Wine Kawakami Zenbei